# ロバート・ジョンソン (バスケットボール)
ロバート・ジョンソン（Robert Johnson、1981年1月20日 - ）はアメリカ合衆国の男子バスケットボール選手。ポジションはパワーフォワード・センター。体を張ったディフェンスや、ミドルレンジからのシュートを得意としている。
オレゴン州出身でオレゴン大学卒。2003年からアメリカ国外に出て、2003-04シーズンはヴェルターゼー(オーストリア)、2004-05シーズンはヘルシンボリ(スウェーデン)、2006-07シーズンはジュネーヴ(スイス)に所属した。2007-08シーズンからの4シーズンはスペインのリーグで活動し、グアダラハラ(2007-08)、コルネラ(2008-09)、Tijloa(2009-10)、アンドラ・ラ・ベリャ(2010-11)に在籍した。
2011-12シーズンはポルトガルのポルトに所属し、27試合に出場し、1試合平均10.0得点、6.9リバウンド。フィールゴール成功率53.5パーセント、フリースローは79.7パーセント。
2012年10月4日、bjリーグ 2012-13シーズン開幕直前に高松ファイブアローズと契約。背番号32。レギュラーシーズン51試合（先発8試合）に出場。11月25日の京都ハンナリーズ戦で、チーム個人記録タイの7スティールを記録。1試合平均23.7分出場で7.4得点、7.6リバウンド、1.1アシスト、1.2スティール。フリースロー成功率76パーセントは、デクスター・ライオンズ、菊池宏之に次いでチームで3番目に高かった。シーズン終了後に契約満了で退団。